# 名家 (テレビドラマ)
『名家』（ミョンガ、朝鮮語: 명가）は2010年1月2日から同年2月21日にかけて、韓国KBSで放送されたテレビドラマ。日本では、KBSワールド及びBSイレブンで放送された。

## 概要
このドラマは17世紀李氏朝鮮中期に実在した慶州崔氏の名士、崔國璿（チェ・グクソン）の生涯を描いた作品。両班（ヤンバン、貴族）の身分でありながら民衆に誠意を込めて富を分け与えるノブレス・オブリージ（高貴なる者の社会的責任）を実践した主人公をチャ・インピョが韓国における時代劇初出演して初主演した。

## 出演
- チェ・グクソン（崔國璿）：チャ・インピョ（車仁杓）

主人公。慶州崔氏の跡継ぎとして生まれ、幼少の頃、祖父から正しい富の使い道を学ぶ。成長し両班の生活に反発し没落した家族を助けるため漢陽（今のソウル）に上京、商業に身を投じる。そこで商いについて学んだが自分の限界を悟り故郷に戻る。荒地を購入し自らも鍬を取り開墾する。
- ハン・ダニ：ハン・ゴウン（韓高恩）

漢陽の大商団の行首（ヘンス、朝鮮時代における商店の責任者。現在の部長に相当）。実は高官の娘で実父が無実の罪で処刑され奴婢に転落し、最初の養父とともに雇われ先の主人の虐待を受けた。しかし、ククソンの祖父に助けられチェ家の使用人となり、後に大商人の養女となる。
- キム・ウォニル：キム・ソンミン

内禁衛（ネグムウィ、朝鮮時代の警察組織）の武将。元はチェ家の使用人だった父とともに働いていたが父の不正で一家ともに追放され、身分を変え科挙の武科に合格し武将になる。
- チェ・ジンリプ（崔震立）：キム・ヨンチョル（金永哲）

ククソンの祖父。軍人で数多くの戦争で功績を上げた。また、貧しい民衆に対してわけ隔てなく自分の財産と食事を与えた。孫のククソンに富の使い道を厳しく教えた。だが、戦に出征し戦死した。
- チェ・ドンニャン（崔東亮）：チェ・イラ

ククソンの父。ジルリプの息子。
- チャン・ギルテク：チョン・ドンファン（鄭東煥）

タニの養父。漢陽の大商団の大房（テバン）。
- キム・ジャチュン：イ・ヒド（李煕道）

ウォニルの父。元チェ家の使用人。狡猾な性格で不正を犯していることをジルリプに知られ厳しい処罰を受けて追放された。
- キム・スマン :キム・ミョンス

武将でジルリプの部下。南人（ナミン）派に属しているが陰謀により追われる身となり潜伏生活を送っている。
- ククソンの母：アン・ヘスク（安海淑）
- パンドル：アン・ジョンファン

## 参考資料
- KBS WORLDホームページより[出典無効]